# Milovan Đilas

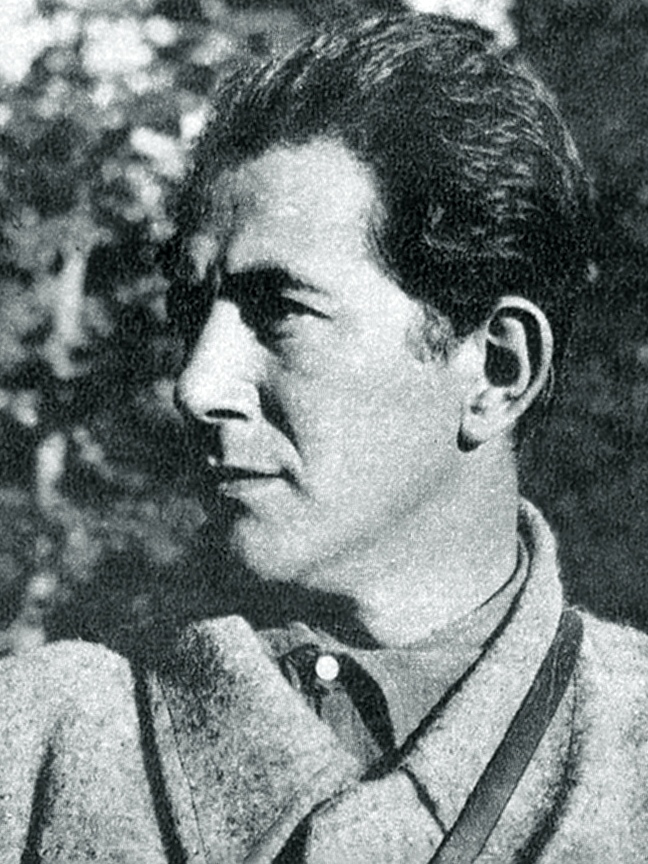
Milovan Djilas

Milovan Đilas sau Djilas (în sârbă Милован Ђилас; n. 12 iunie 1911, Podbišće, Comuna Mojkovac, Muntenegru – d. 20 aprilie 1995, Belgrad, Iugoslavia) a fost un om politic, eseist  și disident iugoslav. 

## Biografie
Milovan Đilas sau Djilas s-a născut la 4 iunie 1911, la Podbišće, municipalitatea Mojkovac, în Regatul Muntenegru.
În timpul studenției la Universitatea din Belgrad, s-a alăturat Partidului Comunist din Iugoslavia, în 1932. În perioada 1933 - 1936 a fost închis ca urmare a activităților sale comuniste. În 1938, a fost ales în Comitetul Central al Partidului Comunist din Iugoslavia, iar, apoi, în 1940, în Biroul Politic al acestuia.
Membru al Partidului Comunist din Iugoslavia, el a jucat un mare rol în rezistența iugoslavă contra nazismului, în rândul partizanilor conduși de Tito. La început, apropiat al lui Tito în conducerea Republicii Populare Federative Iugoslavia, el devine rapid unul din criticii cei mai cunoscuți ai Sistemului Comunist, atât pe plan național, cât și internațional.
În 22-27 septembrie 1947, în orașul Szklarska Poreba din Polonia, Milovan Đilas, alături de Edvard Kardelj, a participat din partea Partidului Comunist din Iugoslavia la constituirea Biroului de Informații al partidelor comuniste (Cominform). La lucrările de constituire au participat lideri ai partidelor comuniste din URSS, Polonia, Ungaria, Cehoslovacia, România, Bulgaria, Iugoslavia, Franța și Italia.

### Funcții de conducere
- În guvernul provizoriu din 8 martie 1945, Djilas devine ministru al Muntenegrului.
- Din februarie 1946, a fost ministru fără portofoliu în diverse guverne;
- Între 1945 - 1954 a fost Vice-Prim Ministru al Iugoslaviei;
- Membru al Statului Major (în sârbă Vrhovni štab)
- General locotenent al Armatei de Eliberare Națională (AVNOJ)
- Membru al Consiliului Executiv Federal al Iugoslaviei (în sârbă Savezno Izvršno Veće, prescurtat SIV)

### Disident
Cartea sa Noua clasă: o analiză a sistemului comunist (apărută pentru prima dată în Statele Unite ale Americii, în 1957), analiza sistemul comunist, îndeosebi cel din Uniunea Sovietică și din Republica Populară Federativă Iugoslavia, ca o domnie a unei noi clase, aflată la comanda unui regim totalitar bazat pe arbitrariu și teroare. El a fost inspiratorul lui Mihail Voslenski, care a editat în 1970 o lucrare despre Nomenklatura: La nomenklatura, les privilégiés en URSS. Scrierile și luările de poziție ale lui Milovan Djilas l-au costat mai multe pedepse cu închisoarea în Iugoslavia, din 1954 în 1956, din 1956 în 1961, apoi din nou din 1962 în 1966. În 1966, a făcut obiectul unei eliberări condiționate, iar apoi a trăit în libertate supravegheată în Iugoslavia.
A decedat la 20 aprilie 1995, la Belgrad.